# Trygve Lie

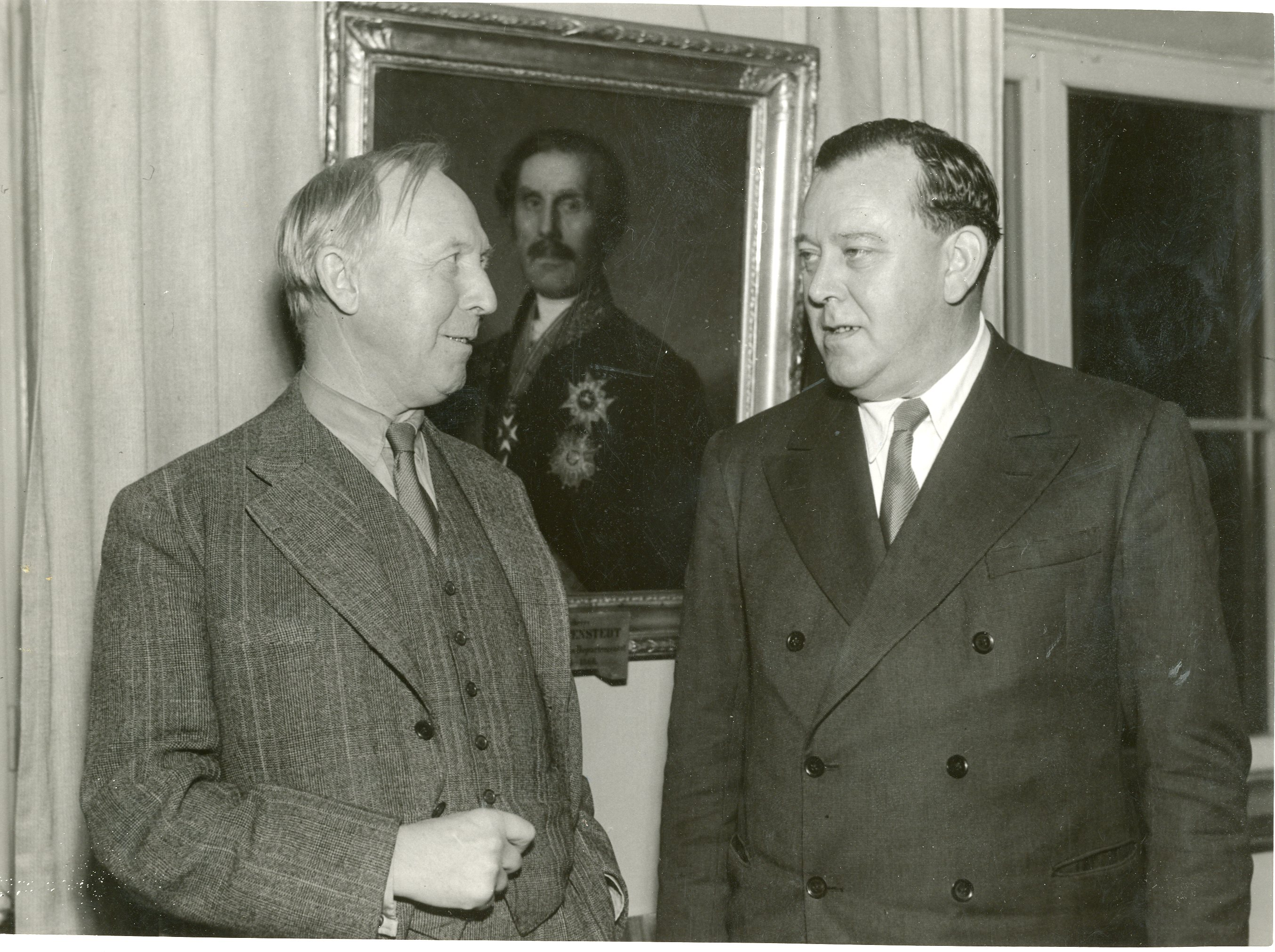
Trygve Lie (till höger), då Norges utrikesminister i exil, i samtal med Sveriges finansminister Ernst Wigforss (s). Stockholm, oktober/november 1944.

Trygve Halvdan Lie, född 16 juli 1896 i Kristiania (nuvarande Oslo), död 30 december 1968 i Geilo, Buskerud fylke, var en norsk politiker (Arbeiderpartiet), som blev Förenta nationernas förste generalsekreterare. 

## Biografi
Trygve Lie var justitieminister 1935–1939 och därefter handelsminister 1939–1940. Vid krigsutbrottet 1940 var han delaktig i de åtgärder som ledde till att den norska flottan hamnade under de allierades kontroll. Han var utrikesminister i exilregeringen 1940–1945 och blev efter krigets slut 1945 utrikesminister i Norges nya regering och ledde den norska delegation som deltog i arbetet med att bygga upp och utforma stadgarna för Förenta Nationerna. År 1946 blev han organisationens förste generalsekreterare, en befattning som han innehade till 1952.
Det "kalla kriget" försvårade uppbyggnaden av FN och en resa han gjorde till Moskva 1950 för att åstadkomma avspänning gav inget resultat. Under Koreakriget stödde Lie FN:s ingripande och kom därmed i konflikt med Sovjetunionen. Trots Sovjets veto förlängdes dock hans mandat med tre år.
År 1953 efterträddes han av Dag Hammarskjöld och återvände till Norge, där han var fylkesman i Oslo och Akershus 1955–1963 och handelsminister 1964–1965.
Lie har skildrat krigsåren i en memoarserie samt sin verksamhet i FN i boken Sju år för freden (1954).
En skulptur över Trygve Lie i brons av Nico Widerberg restes 1994 på Trygve Lies plass i Oslo.